# Campionato asiatico maschile di pallamano 2014
Il Campionato asiatico maschile di pallamano 2014 è stato la 16ª edizione del torneo organizzato dalla Asian Handball Federation, valido anche come qualificazione al Campionato mondiale maschile di pallamano 2015. Il torneo si è svolto dal 25 gennaio al 6 febbraio 2014 a Manama, in Bahrein. Il Qatar ha vinto il titolo per la prima volta.

## Regolamento
Le 12 squadre partecipanti sono state divise in due gruppi di 6. Le prime due classificate si sono qualificate per le semifinali.

Le prime tre squadre della classifica finale (escluso il Qatar, già ammesso come paese organizzatore), si sono qualificate per il Campionato mondiale maschile di pallamano 2015.

## Turno preliminare

### Gruppo A
| Pos. | Squadra        | Punti | G | V | N | P | GF  | GS  | DR   |
| ---- | -------------- | ----- | - | - | - | - | --- | --- | ---- |
| 1.   | Bahrein        | 9     | 5 | 4 | 1 | 0 | 157 | 113 | +44  |
| 2.   | Iran           | 7     | 5 | 3 | 1 | 1 | 164 | 125 | +39  |
| 3.   | Corea del Sud  | 7     | 5 | 3 | 1 | 1 | 137 | 110 | +27  |
| 4.   | Arabia Saudita | 5     | 5 | 2 | 1 | 2 | 130 | 113 | +17  |
| 5.   | Cina           | 2     | 5 | 1 | 0 | 4 | 125 | 143 | -18  |
| 6.   | Uzbekistan     | 0     | 5 | 0 | 0 | 5 | 106 | 215 | -104 |

| Manama 25 gennaio 2014, ore 13:00 UTC+3 | Uzbekistan | 21 – 43 (14-21) | Arabia Saudita | Khalifa Sports City's Hall |

| Manama 25 gennaio 2014, ore 15:00 UTC+3 | Iran | 24 – 24 (12-11) | Corea del Sud | Khalifa Sports City's Hall |

| Manama 25 gennaio 2014, ore 19:00 UTC+3 | Cina | 22 – 32 (12-14) | Bahrein | Khalifa Sports City's Hall |

| Manama 27 gennaio 2014, ore 15:00 UTC+3 | Arabia Saudita | 22 – 22 (12-10) | Iran | Khalifa Sports City's Hall |

| Manama 27 gennaio 2014, ore 17:00 UTC+3 | Cina | 17 – 28 (9-14) | Corea del Sud | Khalifa Sports City's Hall |

| Manama 27 gennaio 2014, ore 19:00 UTC+3 | Uzbekistan | 22 – 47 (8-23) | Bahrein | Khalifa Sports City's Hall |

| Manama 29 gennaio 2014, ore 15:00 UTC+3 | Corea del Sud | 32 – 19 (15-9) | Uzbekistan | Khalifa Sports City's Hall |

| Manama 29 gennaio 2014, ore 17:00 UTC+3 | Iran | 34 – 27 (16-12) | Cina | Khalifa Sports City's Hall |

| Manama 29 gennaio 2014, ore 19:00 UTC+3 | Bahrein | 22 – 14 (12-8) | Arabia Saudita | Khalifa Sports City's Hall |

| Manama 31 gennaio 2014, ore 15:00 UTC+3 | Iran | 54 – 22 (24-12) | Uzbekistan | Khalifa Sports City's Hall |

| Manama 31 gennaio 2014, ore 17:00 UTC+3 | Arabia Saudita | 27 – 20 (14-10) | Cina | Khalifa Sports City's Hall |

| Manama 31 gennaio 2014, ore 19:00 UTC+3 | Corea del Sud | 25 – 26 (14-15) | Bahrein | Khalifa Sports City's Hall |

| Manama 2 febbraio 2014, ore 15:00 UTC+3 | Uzbekistan | 22 – 39 (12-16) | Cina | Khalifa Sports City's Hall |

| Manama 2 febbraio 2014, ore 17:00 UTC+3 | Corea del Sud | 28 – 24 (11-12) | Arabia Saudita | Khalifa Sports City's Hall |

| Manama 2 febbraio 2014, ore 19:00 UTC+3 | Bahrein | 30 – 30 (17-14) | Iran | Khalifa Sports City's Hall |

### Gruppo B
| Pos. | Squadra             | Punti | G | V | N | P | GF  | GS  | DR  |
| ---- | ------------------- | ----- | - | - | - | - | --- | --- | --- |
| 1.   | Qatar               | 10    | 5 | 5 | 0 | 0 | 164 | 87  | +77 |
| 2.   | Emirati Arabi Uniti | 6     | 5 | 3 | 0 | 2 | 116 | 131 | -15 |
| 3.   | Kuwait              | 6     | 5 | 3 | 0 | 2 | 142 | 139 | +3  |
| 4.   | Oman                | 4     | 5 | 2 | 0 | 3 | 126 | 142 | -16 |
| 5.   | Giappone            | 4     | 5 | 2 | 0 | 3 | 140 | 132 | +8  |
| 6.   | Iraq                | 0     | 5 | 0 | 0 | 5 | 102 | 159 | -57 |

| Manama 26 gennaio 2014, ore 15:00 UTC+3 | Kuwait | 28 – 26 (14-16) | Giappone | Khalifa Sports City's Hall |

| Manama 26 gennaio 2014, ore 17:00 UTC+3 | Emirati Arabi Uniti | 14 – 31 (7-17) | Qatar | Khalifa Sports City's Hall |

| Manama 26 gennaio 2014, ore 19:00 UTC+3 | Iraq | 24 – 33 (13-19) | Oman | Khalifa Sports City's Hall |

| Manama 28 gennaio 2014, ore 15:00 UTC+3 | Giappone | 35 – 26 (16-11) | Emirati Arabi Uniti | Khalifa Sports City's Hall |

| Manama 28 gennaio 2014, ore 17:00 UTC+3 | Iraq | 11 – 40 (6-18) | Qatar | Khalifa Sports City's Hall |

| Manama 28 gennaio 2014, ore 19:00 UTC+3 | Kuwait | 40 – 31 (20-14) | Oman | Khalifa Sports City's Hall |

| Manama 30 gennaio 2014, ore 15:00 UTC+3 | Emirati Arabi Uniti | 26 – 17 (8-4) | Iraq | Khalifa Sports City's Hall |

| Manama 30 gennaio 2014, ore 17:00 UTC+3 | Oman | 23 – 22 (8-11) | Giappone | Khalifa Sports City's Hall |

| Manama 30 gennaio 2014, ore 19:00 UTC+3 | Qatar | 31 – 23 (14-14) | Kuwait | Khalifa Sports City's Hall |

| Manama 1º febbraio 2014, ore 15:00 UTC+3 | Emirati Arabi Uniti | 23 – 22 (10-13) | Kuwait | Khalifa Sports City's Hall |

| Manama 1º febbraio 2014, ore 17:00 UTC+3 | Giappone | 31 – 22 (16-10) | Iraq | Khalifa Sports City's Hall |

| Manama 1º febbraio 2014, ore 19:00 UTC+3 | Qatar | 29 – 13 (15-7) | Oman | Khalifa Sports City's Hall |

| Manama 3 febbraio 2014, ore 15:00 UTC+3 | Oman | 26 – 27 (12-13) | Emirati Arabi Uniti | Khalifa Sports City's Hall |

| Manama 3 febbraio 2014, ore 17:00 UTC+3 | Kuwait | 29 – 28 (12-15) | Iraq | Khalifa Sports City's Hall |

| Manama 3 febbraio 2014, ore 19:00 UTC+3 | Qatar | 33 – 26 (15-15) | Giappone | Khalifa Sports City's Hall |

## Incontri dal 9º al 12º posto
|  | Semifinali 9º/12º posto | Semifinali 9º/12º posto | Semifinali 9º/12º posto |          |      | Finale 9º posto     | Finale 9º posto     | Finale 9º posto  |  |
|  |                         |                         |                         |          |      |                     |                     |                  |  |
|  | Cina                    | Cina                    | 25                      |          |      |                     |                     |                  |  |
|  | Cina                    | Cina                    | 25                      |          |      |                     |                     |                  |  |
|  | Iraq                    | Iraq                    | 30                      |          |      |                     |                     |                  |  |
|  | Iraq                    | Iraq                    | 30                      |          | Iraq | Iraq                | 20                  |                  |  |
|  |                         |                         |                         |          | Iraq | Iraq                | 20                  |                  |  |
|  |                         |                         | Giappone                | Giappone | 28   |                     |                     |                  |  |
|  | Giappone                | Giappone                | Giappone                | Giappone | 28   | 41                  |                     |                  |  |
|  | Giappone                | Giappone                |                         |          |      | 41                  |                     |                  |  |
|  | Uzbekistan              | Uzbekistan              | 12                      |          |      | Finale 11º posto    | Finale 11º posto    | Finale 11º posto |  |
|  | Uzbekistan              | Uzbekistan              | 12                      |          |      |                     |                     |                  |  |
|  |                         |                         |                         |          |      |                     |                     |                  |  |
|  |                         |                         |                         |          |      | Cina                | Cina                | 10               |  |
|  |                         |                         |                         |          |      | Cina                | Cina                | 10               |  |
|  |                         |                         |                         |          |      | Uzbekistan (ritiro) | Uzbekistan (ritiro) | 0                |  |

### Semifinali 9º/12º posto
| Manama 4 febbraio 2014, ore 13:00 UTC+3 | Cina | 25 – 30 (11-17) | Iraq | Khalifa Sports City's Hall 2 |

| Manama 4 febbraio 2014, ore 15:00 UTC+3 | Giappone | 41 – 12 (18-7) | Uzbekistan | Khalifa Sports City's Hall 2 |

### Finale 11º posto
| Manama 5 febbraio 2014, ore 13:00 UTC+3 | Cina | 10 – 0 (per ritiro) | Uzbekistan | Khalifa Sports City's Hall |

### Finale 9º posto
| Manama 5 febbraio 2014, ore 15:00 UTC+3 | Iraq | 20 – 28 (11-17) | Giappone | Khalifa Sports City's Hall |

## Incontri dal 5º all'8º posto
|  | Semifinali 5º/8º posto | Semifinali 5º/8º posto | Semifinali 5º/8º posto |                |               | Finale 5º posto | Finale 5º posto | Finale 5º posto |  |
|  |                        |                        |                        |                |               |                 |                 |                 |  |
|  | Corea del Sud          | Corea del Sud          | 32                     |                |               |                 |                 |                 |  |
|  | Corea del Sud          | Corea del Sud          | 32                     |                |               |                 |                 |                 |  |
|  | Oman                   | Oman                   | 18                     |                |               |                 |                 |                 |  |
|  | Oman                   | Oman                   | 18                     |                | Corea del Sud | Corea del Sud   | 30              |                 |  |
|  |                        |                        |                        |                | Corea del Sud | Corea del Sud   | 30              |                 |  |
|  |                        |                        | Arabia Saudita         | Arabia Saudita | 25            |                 |                 |                 |  |
|  | Kuwait                 | Kuwait                 | Arabia Saudita         | Arabia Saudita | 25            | 30              |                 |                 |  |
|  | Kuwait                 | Kuwait                 |                        |                |               | 30              |                 |                 |  |
|  | Arabia Saudita         | Arabia Saudita         | 36                     |                |               | Finale 7º posto | Finale 7º posto | Finale 7º posto |  |
|  | Arabia Saudita         | Arabia Saudita         | 36                     |                |               |                 |                 |                 |  |
|  |                        |                        |                        |                |               |                 |                 |                 |  |
|  |                        |                        |                        |                |               | Oman            | Oman            | 26              |  |
|  |                        |                        |                        |                |               | Oman            | Oman            | 26              |  |
|  |                        |                        |                        |                |               | Kuwait          | Kuwait          | 35              |  |

### Semifinali 5º/8º posto
| Manama 4 febbraio 2014, ore 17:00 UTC+3 | Corea del Sud | 32 – 18 (12-10) | Oman | Khalifa Sports City's Hall 2 |

| Manama 4 febbraio 2014, ore 19:00 UTC+3 | Kuwait | 30 – 36 (18-16) | Arabia Saudita | Khalifa Sports City's Hall 2 |

### Finale 7º posto
| Manama 5 febbraio 2014, ore 17:00 UTC+3 | Oman | 26 – 35 (9-16) | Kuwait | Khalifa Sports City's Hall |

### Finale 5º posto
| Manama 5 febbraio 2014, ore 19:00 UTC+3 | Corea del Sud | 30 – 25 (15-15) | Arabia Saudita | Khalifa Sports City's Hall |

## Fase finale
|  | Semifinali          | Semifinali          | Semifinali |       |         | Finale              | Finale              | Finale          |  |
|  |                     |                     |            |       |         |                     |                     |                 |  |
|  | Bahrein             | Bahrein             | 27         |       |         |                     |                     |                 |  |
|  | Bahrein             | Bahrein             | 27         |       |         |                     |                     |                 |  |
|  | Emirati Arabi Uniti | Emirati Arabi Uniti | 20         |       |         |                     |                     |                 |  |
|  | Emirati Arabi Uniti | Emirati Arabi Uniti | 20         |       | Bahrein | Bahrein             | 26                  |                 |  |
|  |                     |                     |            |       | Bahrein | Bahrein             | 26                  |                 |  |
|  |                     |                     | Qatar      | Qatar | 27      |                     |                     |                 |  |
|  | Qatar               | Qatar               | Qatar      | Qatar | 27      | 23                  |                     |                 |  |
|  | Qatar               | Qatar               |            |       |         | 23                  |                     |                 |  |
|  | Iran                | Iran                | 22         |       |         | Finale 3º posto     | Finale 3º posto     | Finale 3º posto |  |
|  | Iran                | Iran                | 22         |       |         |                     |                     |                 |  |
|  |                     |                     |            |       |         |                     |                     |                 |  |
|  |                     |                     |            |       |         | Emirati Arabi Uniti | Emirati Arabi Uniti | 23              |  |
|  |                     |                     |            |       |         | Emirati Arabi Uniti | Emirati Arabi Uniti | 23              |  |
|  |                     |                     |            |       |         | Iran                | Iran                | 29              |  |

### Semifinali
| Manama 4 febbraio 2014, ore 16:30 UTC+3 | Qatar | 23 – 22 (12-11) | Iran | Khalifa Sports City's Hall |

| Manama 4 febbraio 2014, ore 19:00 UTC+3 | Bahrein | 27 – 20 (15-8) | Emirati Arabi Uniti | Khalifa Sports City's Hall |

### Finale 3º posto
| Manama 6 febbraio 2014, ore 17:00 UTC+3 | Emirati Arabi Uniti | 23 – 29 (10-11) | Iran | Khalifa Sports City's Hall |

### Finale
| Manama 6 febbraio 2014, ore 19:00 UTC+3 | Bahrein | 26 – 27 (14-14) | Qatar | Khalifa Sports City's Hall |

## Campione
Qatar
(1º titolo)

## Classifica finale
|  | Campione d'Asia, qualificata al Campionato mondiale maschile di pallamano 2015. |
|  | Qualificata al Campionato mondiale maschile di pallamano 2015.                  |

| Pos.    | Nazione             |
| ------- | ------------------- |
| Oro     | Qatar               |
| Argento | Bahrein             |
| Bronzo  | Iran                |
| 4       | Emirati Arabi Uniti |
| 5       | Corea del Sud       |
| 6       | Arabia Saudita      |
| 7       | Kuwait              |
| 8       | Oman                |
| 9       | Giappone            |
| 10      | Iraq                |
| 11      | Cina                |
| 12      | Uzbekistan          |